# 堆肥

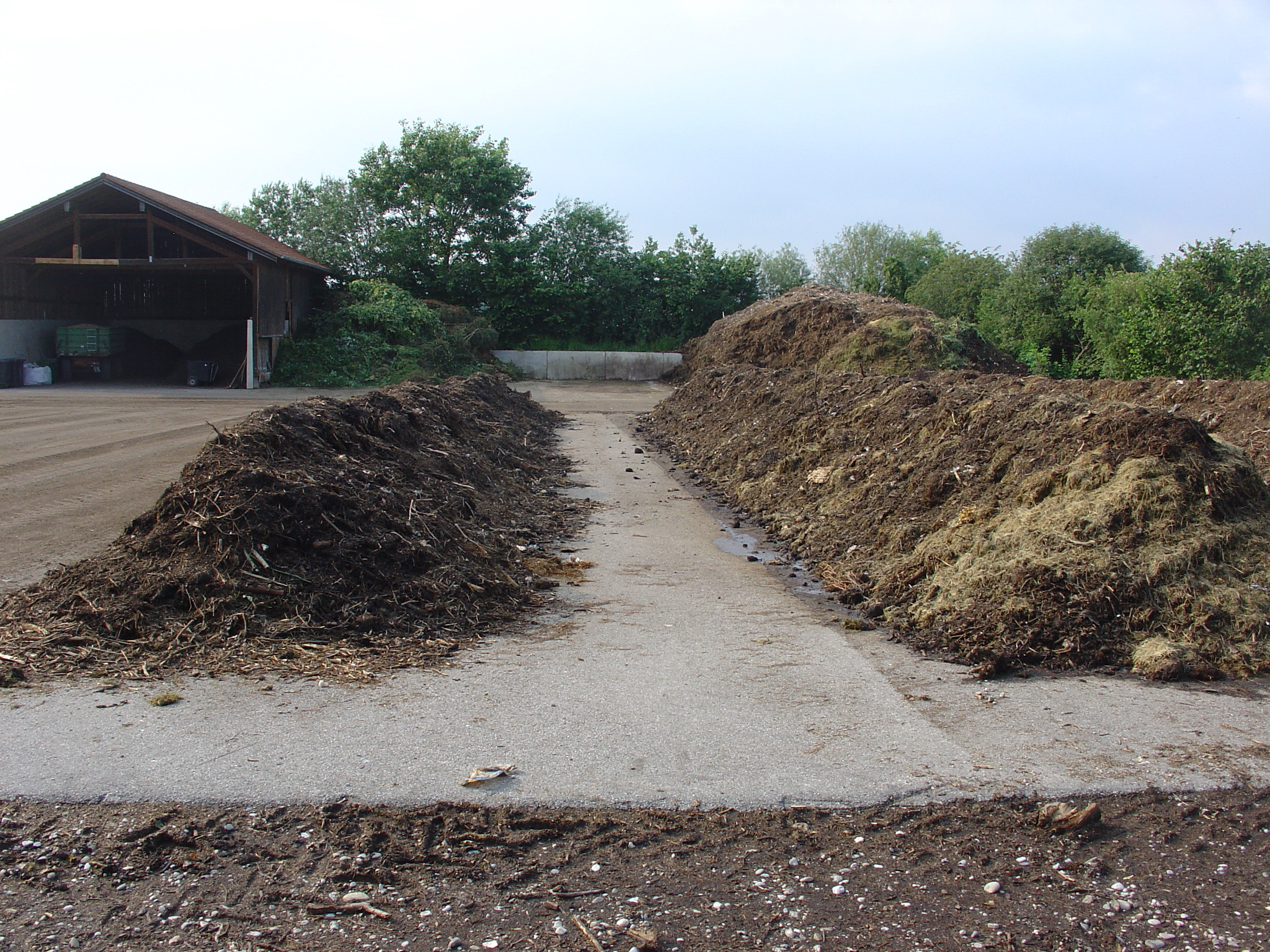
德国农村地区的一个社区级堆肥厂

堆肥是被分解和回收的有机物质成為肥料和土壤调理剂的過程。堆肥是有机农业的关键成分。经过堆肥处理的物质在中国常以腐熟称呼，但此词亦可指堆肥之外其他的微生物处理过程完成的结果。
在最简单的层面上，堆肥是将湿有机物经过产热、好氧的分解过程转换成腐殖质的过程，需要数周到数月完成。有机质必须碳氮比正确，一般分为富氮的绿色垃圾（叶子、厨余）和富碳的棕色垃圾进行配比。现代专业的堆肥是一个多步骤，密切监测的过程，需要测量水，空气和碳氮富含材料的输入。分解过程通过切碎植物物质，加水并通过定期转动混合物确保适当的通气来辅助。蠕虫和真菌进一步分解材料。需要氧气工作的细菌（好氧细菌）和真菌通过控制化学过程，将输入转化为热，二氧化碳和铵。铵（NH+
4）是植物使用的氮的形式。当植物不使用铵，铵可被细菌进一步通过硝化作用转化为硝酸根（NO−
3）。
堆肥富含营养。它廣泛用于花园，园林绿化，园艺和农业。堆肥本身在许多方面对土地有利，包括作为土壤调理剂，肥料，添加重要腐殖质或腐植酸，以及作为土壤的天然杀虫剂。在生态系统中，堆肥可用于侵蚀控制，土地和溪流复垦，湿地建设以及堆填区（见堆肥用途）。好氧堆肥相比将物质进入垃圾填埋场不受控制地厌氧消化，优点在于不产生异味和沼气，并且产生的热量可以杀灭病原体和杂草种子。

## 基础

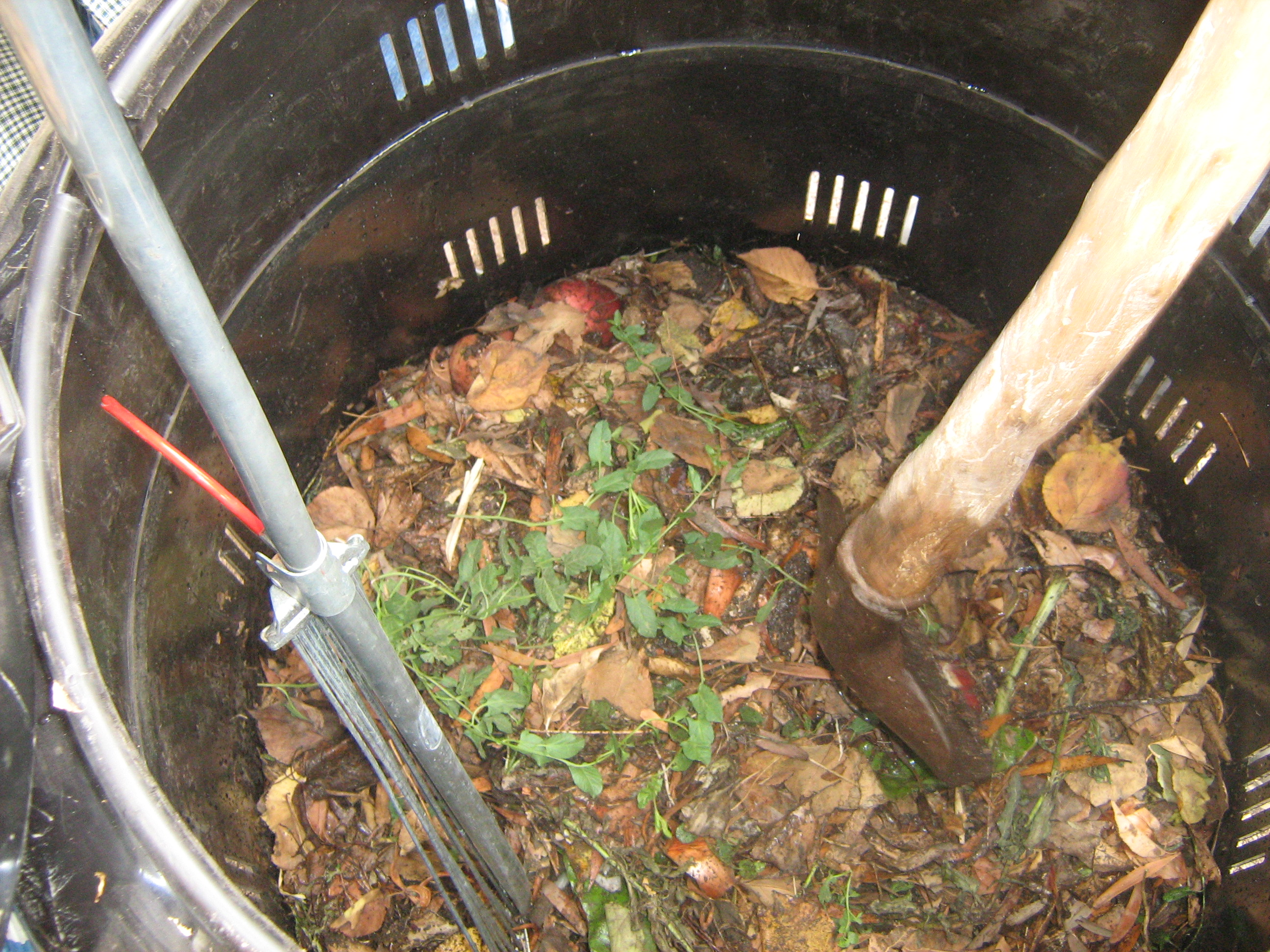
在智利圣克鲁斯的家居堆肥桶

### 碳、氮、氧、水

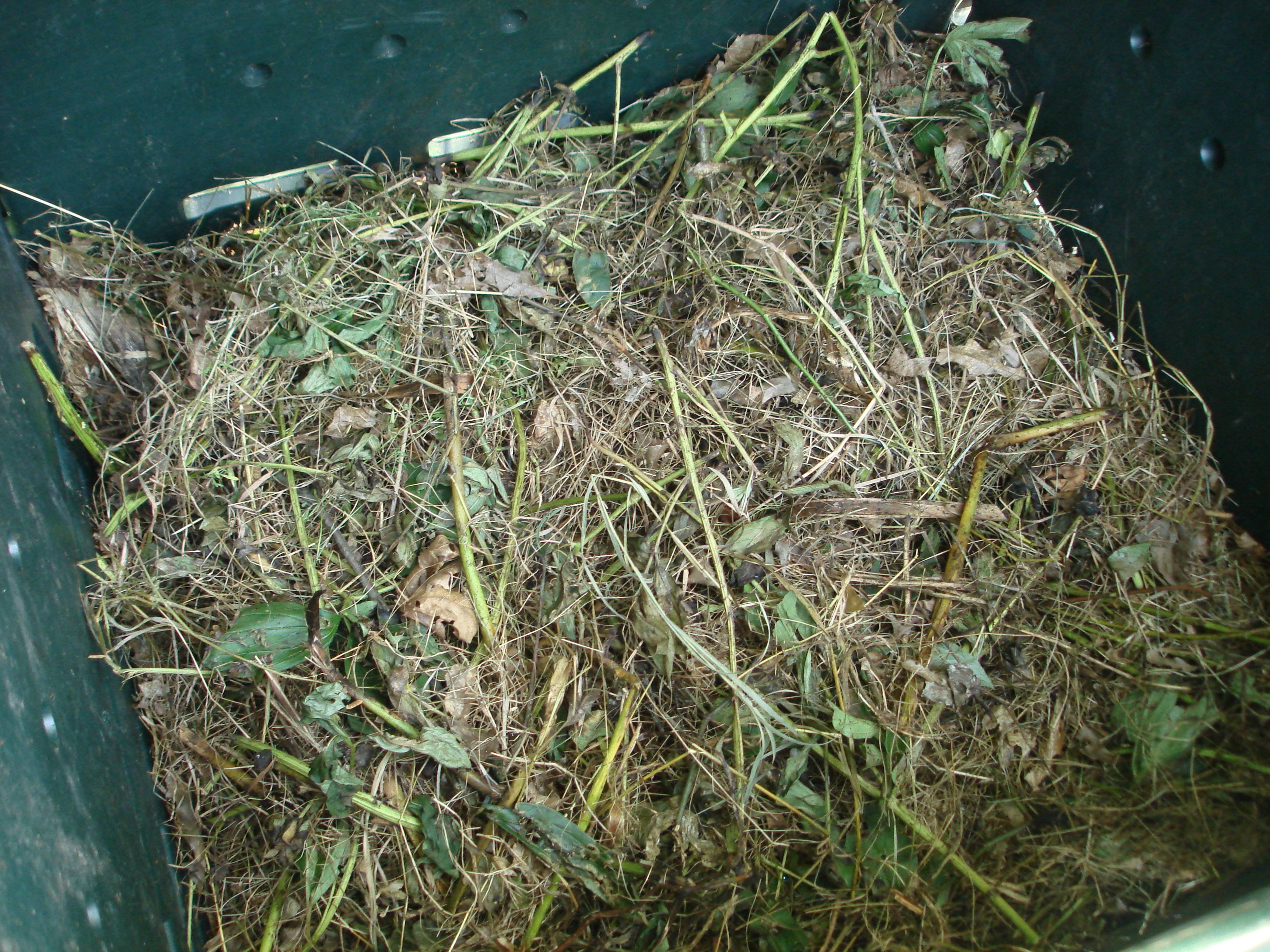
堆肥堆中的材料

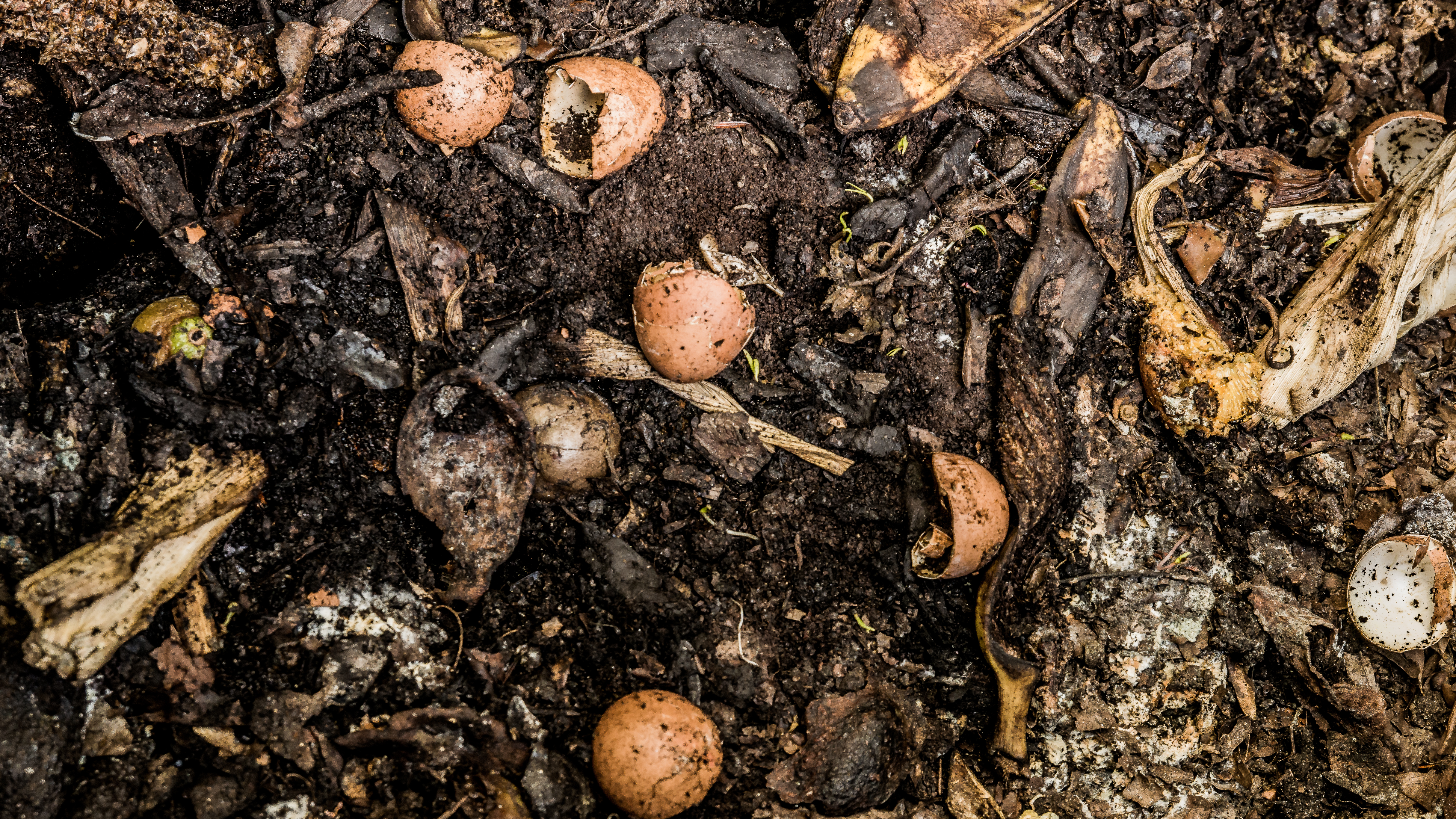
废弃食物的堆肥

堆肥生物需要四个同样重要的成分才能有效地工作：
- 碳 - 能量；碳的微生物氧化产生热量，如果包括在建议的水平[2] 。
  - 高碳材料往往是棕色和干燥的。
- 氮 - 生长和繁殖更多的生物体以氧化碳。
  - 高氮材料往往是绿色的（或多彩的，如水果和蔬菜）和湿的。
- 氧 - 用于氧化碳，分解过程。
- 水 - 正确地维持活动而不引起厌氧条件。

这些材料的某些比例将提供有益的细菌，其营养物质以加热堆的速度工作。在这个过程中，许多水将被蒸发（“蒸汽”）释放，氧气将迅速耗尽，解释了积极管理堆的需要。堆越热，需要添加空气和水的次数越多; 空气/水的平衡对于维持高温（135°-160°F / 50° - 70°C）至关重要，直到材料分解为止。同时，太多的空气或水也会减慢工艺，碳太多（或太少的氮）也是如此。热容器堆肥的重点是保留热量以提高分解速度，并更快地生产堆肥。
最有效的堆肥发生在最佳的碳：氮比例为10：1至20：1。C/N比例为〜30以下时，对于快速堆肥是有利的。理论分析通过现场测试证实，30以上的底物是氮缺乏的，而低于15，可能将一部分氮气以氨的形式排出 。
几乎所有的植物和动物材料都具有碳和氮，但是数量的变化很大，因为具有上述特征（干/湿，褐/绿）。取决于不同的物种，新鲜草切片的平均比例约为15：1，和干燥的秋叶的平均比例约为50：1。 按体积混合相等的数量近似理想的C：N范围。在任何时候，很少有个别情况将提供理想的材料组合。数量的观察和不同材料的考虑作为堆是随着时间的推移而被建成的，可以为个别情况快速实现可行的技术。

### 微生物
通过适当的水、氧、碳和氮的混合，微生物能够分解有机物质以产生堆肥。堆肥过程依赖微生物将有机物分解成堆肥。 活性堆肥中存在许多类型的微生物，其中最常见的是：
- 细菌 - 在堆肥中发现的所有微生物中最多的微生物是细菌。取决于堆肥阶段，嗜温或嗜热细菌可能占主导地位。
- 放线菌 - 是分解纸制品所必需的，例如报纸，树皮等。
- 真菌 - 霉菌和酵母有助于分解细菌不能分解的材料，特别是木质材料中的木质素。
- 原生动物 - 帮助消耗细菌，真菌，和微型的有机颗粒物。
- 轮形动物- 轮形动物帮助控制细菌和小原生动物群体。

此外，蚯蚓不仅摄取部分堆肥材料，而且在通过堆肥时不断重新创造曝气和排水隧道。
缺乏健康的微生物群落是堆肥过程在堆填场缓慢的主要原因，环境因素如缺乏氧气，营养物或水是造成生物群落枯竭的原因。
自堆肥中，可篩選出畜產有利用途的微生物菌株；糞產鹼菌、解澱粉芽孢桿菌、地衣桿菌、巨大芽孢桿菌、短小桿菌、枯草桿菌。

### 堆肥阶段
在理想条件下，堆肥有三个阶段：
- 初始的嗜温阶段，其中分解在中等温度下通过嗜温微生物进行。
- 随着温度升高，开始第二个嗜热阶段，其中分解是由各种嗜热细菌在高温下进行的。
- 随着高能量化合物供应的减少，温度开始下降，而成熟期嗜温微生物再次占主导地位。

## 可堆肥的材料

### 有机固体废物（绿色废物）

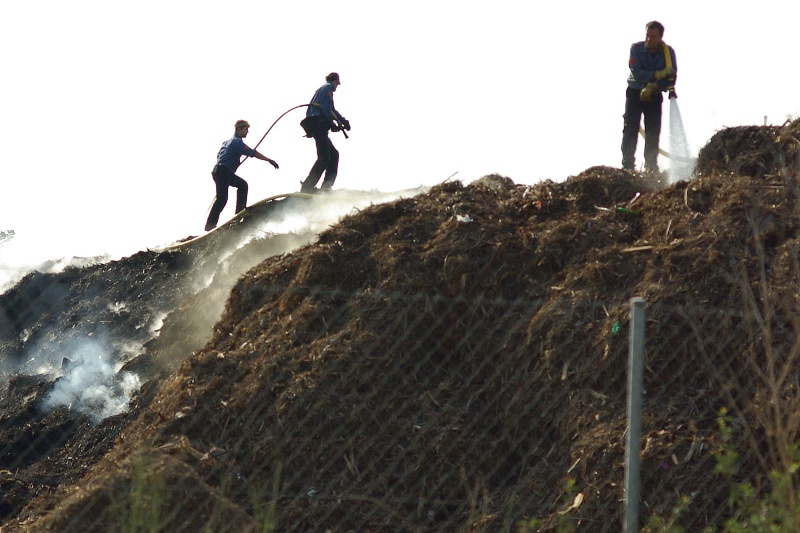
由嗜热微生物产生的热量蒸发的大型堆肥堆。

由于垃圾填埋场空间的增加，全世界对堆肥循环利用的兴趣都在增加，因为堆肥是将可分解有机材料转化为有用的稳定产品的过程。堆肥是土壤磷消耗恢复土壤活力的唯一途径之一  。
联合堆肥是将固体废物与脱水生物固体相结合的技术，尽管控制城市固体废物的惰性和塑料污染的困难使得该方法吸引力较小。
工业堆肥系统越来越多地被安装作为垃圾管理替代垃圾填埋场，以及其他先进的废物处理系统。将混合废物流与厌氧消化或容器上堆肥相结合的机械分选称为机械生物处理，由于控制堆填区允许有机质含量的规定，越来越多地在发达国家使用。

### 动物粪便和垫料
在许多农场，基本的堆肥成分是农场产生动物粪便和动物垫料。秸秆和锯屑是普通的动物垫料。还使用非传统垫料，包括报纸和切碎的纸板。在畜牧场的粪便堆肥数量通常由清洁时间表，土地可用性和天气条件决定。每种类型的粪便都有自己的物理，化学和生物特性。
牛和马粪便，当与垫料混合时，具有良好的堆肥质量。非常潮湿，通常不与垫料混合的猪粪必须与秸秆或类似原料混合。家禽粪便也必须与碳质材料混合 - 低氮优选，如锯屑或稻草。

### 人类废物和污水污泥
人类废物（排泄物和尸体）也可以作为输入添加到堆肥过程中，因为人类废物是富含氮的有机物质。可以在堆肥厕所直接堆肥，或混合水后，在污水处理厂进行处理。

## 用途
堆肥可被用作一种土壤添加剂，或被用作其他基质如椰壳纤维和泥炭的添加剂，作为耕性改良剂，提供腐殖质和营养物质。它提供了丰富的生长介质或多孔的吸收材料，能保持水分和可溶性矿物质，提供让植物可以蓬勃发展的支持和营养物，尽管其很少单独使用，主要与土壤，沙子，砂砾，树皮屑混合，蛭石，珍珠岩或粘土颗粒以产生壤土。堆肥可以直接作为土壤或生长介质，以提高有机质的含量和土壤的总体肥力。准备用作添加剂的堆肥是深褐色或甚至黑色，具有泥土气味。
一般来说，由于干燥速度和可能抑制萌发的植物毒素的存在，不建议直接播种到堆肥中，并且可能由不完全分解的木质素引起氮的结合。非常常见的是20-30％的堆肥混合物被用于在子叶阶段或以后的移栽幼苗。

## 例子
世界各地许多城市都使用大型堆肥系统。

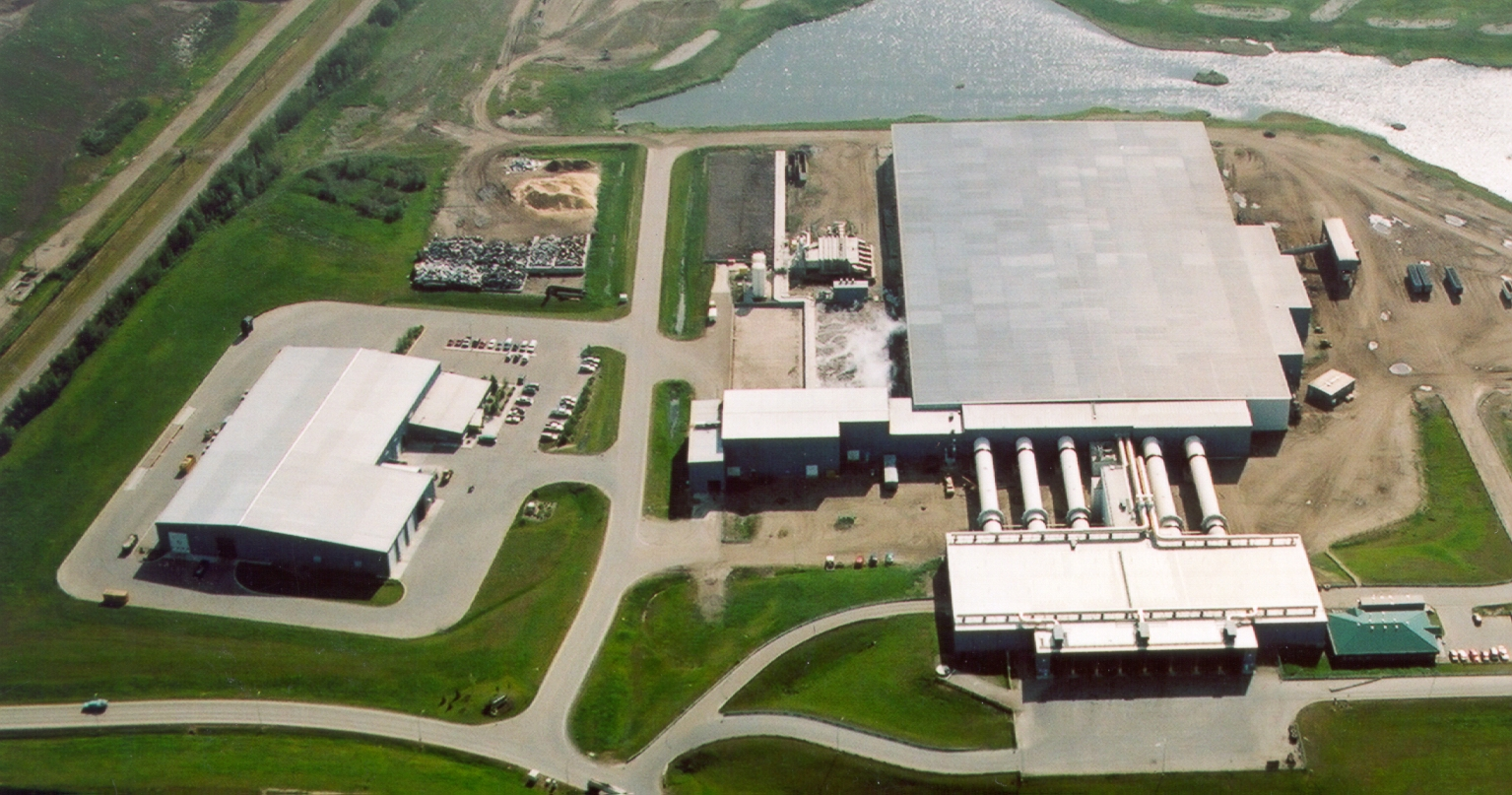
埃德蒙顿堆肥设施

- 世界上最大的城市固体废物共同堆肥（MSW）是加拿大艾伯塔省埃德蒙顿的埃德蒙顿堆肥设施（英语：Edmonton Composting Facility），每年将22万吨住宅固体废物和22,500干吨生物固体转化为80,000吨堆肥。该设施面积为38,690 m²（416500平方英尺），相当于4½加拿大式足球场，其运营结构是北美最大的不锈钢建筑，规模为14个NHL溜冰场。
- 2006年，卡塔尔授予吉宝企业子公司旗下的吉宝Seghers新加坡公司275,000吨/年无氧消化和堆肥厂的合同，该公司是瑞士Kompogas（德语）许可的。该工厂拥有15个独立的厌氧消化池，将在2011年初全面投产后成为世界最大的堆肥设施，并成为卡塔尔国内固体废物管理中心的一部分，这是中东最大的综合废物管理综合体。
- 伦敦的邱园（Royal Botanic Gardens, Kew）是欧洲最大的非商业堆肥堆之一。

## 历史

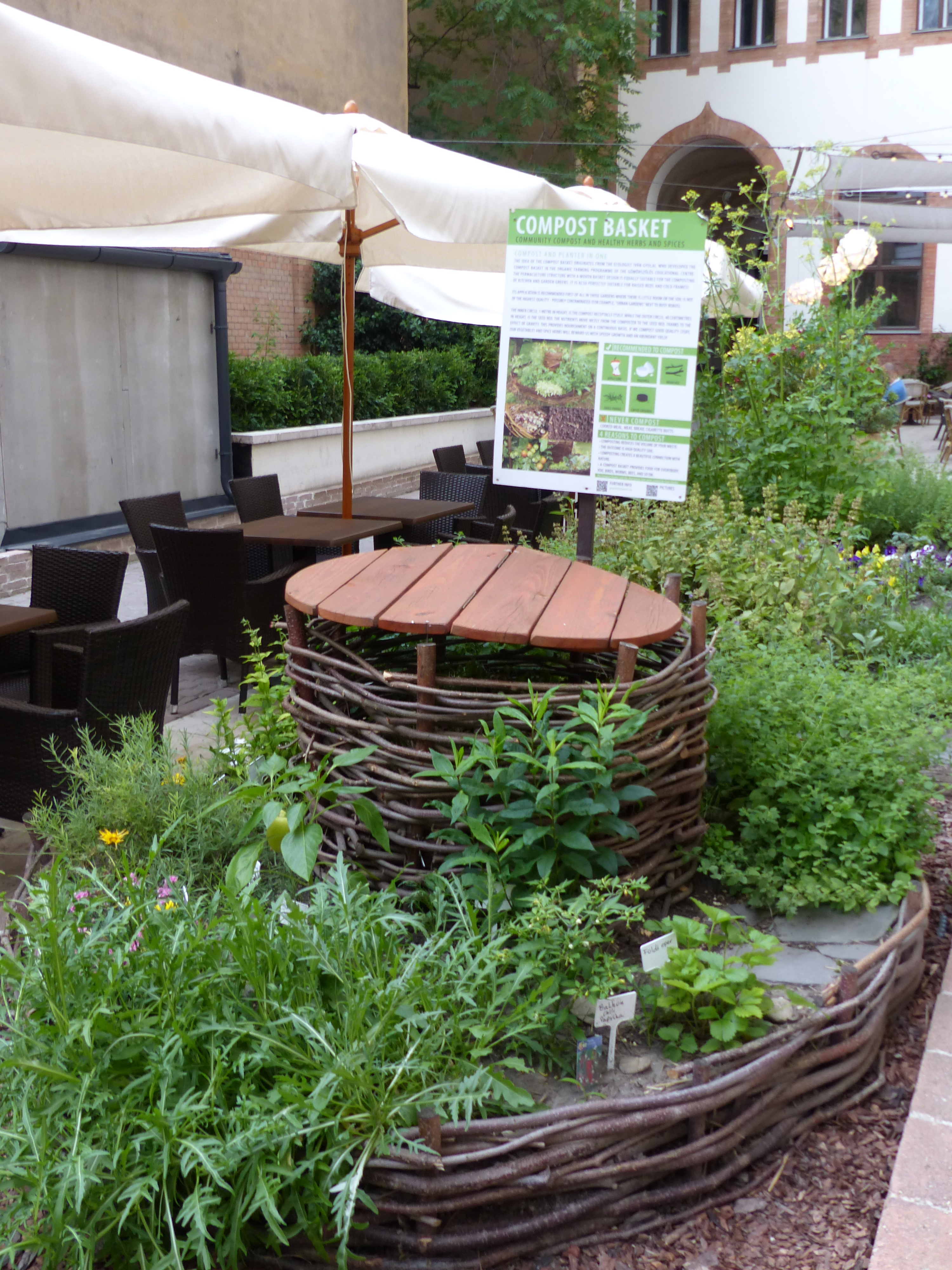
堆肥篮

堆肥作为公认的做法至少可以追溯到早期的罗马帝国，早在老加图公元前160年的《农业文化》一书中被提及。传统上，堆肥涉及堆放有机材料，直到下一个种植季节为止，此时材料已经腐烂到足以在土壤中使用。这种方法的优点是从需要很少的工作时间或努力，并且在温带气候中自然适应农业实践。缺点（从现代的观点来看）是，这个空间是一整年被使用的，一些营养物质可能因暴雨而被浸出，致病的生物和昆虫可能没有得到充分的控制。
堆肥从1920年代开始被有些现代化，在欧洲作为有机农业的工具。城市有机材料转化为堆肥的第一个工业基地是在1921年在奥地利威尔士成立的。早期频繁引用农业中堆肥的引用方式是德语世界的魯道夫·斯坦納(Rudolf Steiner)，他是一种被称为生物動力農法的耕种方法的创始人。